# The Case Files of Lord El-Melloi II
The Case Files of Lord El-Melloi II (яп. ロード・エルメロイⅡ世の事件簿 Ро:до Эрумэрой II-сэй но дзикэмбо) — ранобэ авторства Макото Санды, написанное под руководством компании Type-Moon и выпущенное в десяти томах под издательским лейблом Type-Moon Books в период с 30 декабря 2014 года по 17 мая 2019 года. Серия является спин-оффом к ранобэ Fate/Zero, и повествует о жизни мага Уэйвера Вельвета, принявшего титул «лорда Эль-Меллоя», спустя десять лет после событий первоисточника и за несколько месяцев до начала действия визуального романа Fate/stay night.
На основе материала ранобэ с 4 октября 2017 года в журнале Young Ace издательства Kadokawa Shoten была начата сериализация одноимённой манги, проиллюстрированной мангакой То Адзумой. 31 декабря 2018 года состоялось объявление о грядущем создании аниме-адаптации в виде телесериала, работа над которой была поручена студии Troyca. Режиссёром-постановщиком выступил Макото Като, в роли сценариста был утверждён Укё Кодати, а наблюдение за проектом осуществлял основатель студии и режиссёр сериала Fate/Zero Эй Аоки. Премьера адаптации на различных телеканалах Японии состоялась 6 июля 2019 года.

## Сюжет
Действие ранобэ происходит спустя десять лет после окончания в японском городе Фуюки четвёртого состязания между магами — «Войны Святого Грааля» (яп. 聖杯戦争 Сэйхай Сэнсо:), в которой принимали участие семь мастеров-магов. Двоими из них были профессор «Часовой Башни» при Ассоциации магов Кейнет Арчибальд, носивший за свои выдающиеся способности титул «лорд Эль-Меллой», и его студент Уэйвер Вельвет, выкравший у своего учителя артефакт для призыва слуги. Ни одному из них не удалось одержать победу в Войне Святого Грааля, а Кейнет Арчибальд и вовсе был убит. Уэйвер Вельвет, напротив, сумел выжить и вернулся для совершенствования магии в «Часовую Башню», где сумел составить и опубликовать сборник различных исследований, которыми занимался его учитель. За этот поступок он был принят в семью магов Арчибальд, новой её главой — юной племянницей Кейнета Рейнес Эль-Меллой Арчисторт. От неё Уэйвер получил титул «лорд Эль-Меллой II» за обещание вернуть часть магической метки, утраченной со смертью Кейнета, взять на себя долги семьи и стать регентом фракции «Эль-Меллой» в «Часовой Башне», до тех пор пока Рейнес не сможет управлять её самостоятельно. Став фактическим главой семьи, лорд Эль-Меллой II занимается расследованием различных магических происшествий.

### Главные герои
Лорд Эль-Меллой II (яп. ロード・エルメロイⅡ Ро:до Эрумэрой II) / Уэйвер Вельвет (яп. ウェイバー・ベルベット Уэйба: Бэрубэтто)
Сэйю: Дайсукэ Намикава
Грей (яп. グレイ Гурэй)
Сэйю: Рэйна Уэда
Рейнес Эль-Меллой Арчисторт (яп. ライネス・エルメロイ・アーチゾルテ Райнэсу Эрумэрой А:тидзорутэ)
Сэйю: Инори Минасэ

## История создания

Эскиз Такаси Такэути с изображением Уэйвера Вельвета в образе лорда Эль-Меллоя (2006)

Первые предпосылки к созданию The Case Files of Lord El-Melloi II появились в 2006 году после завершения текста ранобэ Fate/Zero Гэна Уробути. Одного из героев этого произведения — юношу-мага Уэйвера Вельвета — основатели компании Type-Moon писатель Киноко Насу и иллюстратор Такаси Такэути решили включить в готовившийся к выпуску графический альбом Character Material, представив его там повзрослевшим ко времени событий визуального романа Fate/stay night. По задумке Насу, Уэйвер принял на себя титул «лорда Эль-Меллоя» и встал во главе семьи своего покойного учителя магии — Кейнета Арчибальда. Автор Fate/Zero Гэн Уробути позже признавался, что не просчитывал дальнейшее будущее Уэйвера как персонажа и не стал возражать против развития его образа. Позрослевший герой на эскизах Такэути стал, по стилю, популярному в те годы среди сорокалетних японских мужчин, длинноволосым бисёнэном, одетым в красное пальто. Тем не менее на тот момент новый образ Уэйвера оказался невостребованным в каких бы то ни было наработках компании.
Некоторое время спустя после окончания издания всех томов Fate/Zero у Насу появилась идея организовать внутри Type-Moon собственный издательский лейбл — Type-Moon Books, и он решил обратиться к знакомым писателям, которые могли бы создать какие-нибудь произведения, способные стать частью франшизы Fate. Через геймдизайнера Киёмунэ Миву, консультировавшего компанию по вопросам гэльского языка, он решил обратиться к автору ранобэ Rental Magica Макото Санде. В то время предложение показалось Санде малоинтересным, и он решил отказать Насу. 
Ситуация изменилась в 2012 году после знакомства Санды с аниме-адаптацией Fate/Zero — писателя заинтересовал герой Уэйвера Вельвета. Как объяснял сам автор, события Fate/Zero стали для Уэйвера переломными и требовали от него начать новую жизнь, вдохновленную иделами его «слуги» в войне Святого Грааля — Александра Македонского. Санда в тот момент хотел лишь дать Насу идею для новой работы и решил посоветоваться с их общим знакомым — Рёго Наритой, давшем задумке положительную оценку. Позже на фестивале компании Type-Moon Санда обсудил идею с Уробути, который отметил, что будет рад любому развитию первоначального сюжета, сравнив свою роль в возможном проекте с фуросики, куда можно было «завернуть» любую новую историю. Там же состоялась и встреча Санды с самим Насу, однако главный сценарист Type-Moon отказался лично разрабатывать идею писателя, поскольку в тот момент был целиком сосредоточен на создании дополнительных глав к ранобэ Kara no Kyoukai. Уточнив, что у Уробути нет аналогичного проекта в разработке, Насу предложил Санде самому создать историю о будущем Уэйвера, в которой можно было бы задействовать образ «лорда Эль-Меллоя». В тот момент сам Санда размышлял над написанием новой работы, которая по стилистике походила бы на Demon City Shinjuku Хидэюки Кикути, и поразмыслив пришёл к выводу, что сеттинг вселенной Fate может этому поспособствовать. По этой причине Насу и Санда условились о начале совместного проекта ранобэ для Type-Moon Books.
Как основной жанр будущей серии был выбран детектив, причём самому лорду Эль-Меллою было решено дать роль сыщика, благодаря чему всей серии было присвоено название Lord El-Melloi II Case Files. Санда опасался, что неверно мог представить характер Уэйвера, однако Уробути не стал делать каких-либо корректировок в черновиках Санды, заявив, что «рад изменениям в герое». Единственным требованием автора Fate/Zero к сюжету стало минимальное возможное использование воспоминаний о слуге Уэйвера — Александре Македонском, поскольку это, по мнению Уробути, могло навредить самостоятельности сюжета новой серии. Завязка истории о принятии титула «лорда Эль-Меллоя» как компенсации семье Арчибальдов также была предложена Уробути. В качестве временного помощника для лорда Эль-Меллоя планировалось создать девушку, которую Санда охарактеризовал как «очень воинственного Ватсона». Новый персонаж получил имя Грей, однако вскоре после предварительной проработки героини Такаси Такэути потребовал увеличения её роли в сюжете серии, ввиду чего она была введена на постоянной основе. Из персонажей ранних работ в сценарии оказалась задействована персонаж визуального романа Fate/hollow ataraxia Лувиагелита Эдельфельт, на образ которой в ранобэ повлияла героиня Rental Magica Адилисиа Ленн Матхерс. Помощь Макото Санде в создании сюжета оказывал Киёмунэ Мива.
В то же время параллельно проекту The Case Files of Lord El-Melloi II для Type-Moon Books были запущены ранобэ Fate/Apocrypha Юитиро Хигасидэ, Fate/strange fake Рёго Нариты и Fate/Prototype: Sougin no Fragments Хикару Сакураи. Координацию авторов по сюжетным вопросам осуществлял лично Киноко Насу, который рассматривал все предложения каждого из писателей и даже соглашался пересматривать ранее принятые им установки вселенной Fate. Тем не менее авторам рекомендовалось оставлять существенное место для домыслов читателей, которые позволили бы в дальнейшем создавать новые производные работы в рамках франшизы. Все имена новых героев утверждались лично Насу. Первоначально замысел Санды состоял в том, чтобы сделать пять отдельных историй, названных инцидентами, и объединить их в два тома ранобэ подобно Kara no Kyoukai. Из издательских соображений Насу думал иначе и предложил выпускать каждый инцидент по одному тому с периодичностью раз в год, но после обсуждения было решено остановиться на формате 10 томов с сохранением того же сюжета. Ко времени издания первого тома иллюстрации к работе были доверены художнику Минэдзи Сакамото, который решил развить визуальный дизайн лорда Эль-Меллоя, постаравшись придать ему «вид английского джентльмена с лондонского Сэвиль-Роу», взяв за основу эскизы Такэути.

## Критика
Завязка аниме-сериала получила сдержанно положительные отзывы критиков портала Anime News Network. Обозреватель Ребекка Сильверман отметила, что работа выглядит «меньшим спин-оффом по сравнению с другими представителями франшизы Fate», поскольку требует от аудитории понимания Fate/Zero и практически не затрагивает Fate/stay night. Также Сильверман подчеркнула, что работа выполнена на стыке детектива и фэнтези, в котором показывается развитие персонажа Уэйвера Вельвета. В совокупности, по мнению критика, эти факторы помогают The Case Files of Lord El-Melloi II выделится из франшизы как самостоятельная история. Коллега Сильверман — обозреватель Терон Мартин, напротив в своей рецензии не рекомендовал считать эту серию обособленной, а также отмечал, что благодаря участию Эя Аоки в процессе производства картине удалось сохранить ощущение неизменности визуального ряда и атмосферы Fate/Zero. Кроме того Мартин выделил музыкальное сопровождение, написанное Юки Кадзиурой, которое, по его словам, «звучит великолепно».